# Persone di nome Jerzy
| Questa pagina contiene informazioni ricavate automaticamente dalle voci biografiche con l'ausilio del template Bio e di un bot. L'aggiornamento è periodico e automatico e ricostruisce completamente la pagina. Se manca una persona in questa lista, sei pregato di non aggiungerla, ma accertati piuttosto che la sua voce biografica contenga il template Bio e che i dati anagrafici siano correttamente compilati. Se il template Bio manca, inseriscilo tu stesso o, in alternativa, metti l'avviso {{tmp\|Bio}} che ne segnala la mancanza. Se i dati riportati sono sbagliati, correggi direttamente la voce biografica; le modifiche saranno visibili in questa lista entro pochi giorni. Per chiarimenti vedi il progetto antroponimi. La lista contiene solo le 82 persone che sono citate nell'enciclopedia e per le quali è stato implementato correttamente il template Bio. Pagina aggiornata al 16 ott 2024. |

Questa è una lista di persone presenti nell'enciclopedia che hanno il prenome Jerzy, suddivise per attività principale.

## Allenatori di calcio(2)
- Jerzy Brzęczek, allenatore di calcio e ex calciatore polacco (Truskolasy, n. 1971)
- Jerzy Kowalik, allenatore di calcio e ex calciatore polacco (Cracovia, n. 1961)

## Allenatori di pallacanestro(1)
- Jerzy Groyecki, allenatore di pallacanestro polacco (n. 1921 - † 1975)

## Aracnologi(1)
- Jerzy Prószynski, aracnologo polacco (Varsavia, n. 1935)

## Arcivescovi cattolici(1)
- Jerzy Józef Elizeusz Szembek, arcivescovo cattolico polacco (Beršad', n. 1851 - Poręba Żegoty, † 1905)

## Astronomi(1)
- Jerzy Dobrzycki, astronomo e storico polacco (Poznań, n. 1927 - † 2004)

## Attori(4)
- Jerzy Leszczyński, attore polacco (Varsavia, n. 1884 - Varsavia, † 1959)
- Jerzy Nowak, attore, attore teatrale e insegnante polacco (Brzesko, n. 1923 - Varsavia, † 2013)
- Jerzy Radziwiłowicz, attore polacco (Varsavia, n. 1950)
- Jerzy Stuhr, attore e regista polacco (Cracovia, n. 1947 - Cracovia, † 2024)

## Calciatori(3)
- Jerzy Gorgoń, ex calciatore polacco (Zabrze, n. 1949)
- Jerzy Kraska, ex calciatore polacco (n. 1951)
- Jerzy Podbrożny, ex calciatore polacco (Przemyśl, n. 1966)

## Canoisti(2)
- Jerzy Opara, ex canoista polacco (Varsavia, n. 1948)
- Jerzy Stanuch, canoista polacco (Nowy Sącz, n. 1953)

## Canottieri(2)
- Jerzy Skolimowski, canottiere e architetto polacco (Łuków, n. 1907 - Londra, † 1985)
- Jerzy Ustupski, canottiere polacco (Zakopane, n. 1911 - Zakopane, † 2004)

## Cardinali(1)
- Jerzy Radziwiłł, cardinale polacco (Łukiszki, n. 1556 - Roma, † 1600)

## Cestisti(10)
- Jerzy Binkowski, ex cestista e allenatore di pallacanestro polacco (Zgorzelec, n. 1959)
- Jerzy Dowgird, cestista e allenatore di pallacanestro polacco (Char'kov, n. 1917 - Piaseczno, † 2003)
- Jerzy Frołów, ex cestista polacco (n. 1951)
- Jerzy Gregołajtys, cestista polacco (n. 1911 - Londra, † 1978)
- Jerzy Kołodziejczak, ex cestista polacco (n. 1967)
- Jerzy Młynarczyk, cestista e politico polacco (Vilnius, n. 1931 - † 2017)
- Jerzy Piskun, cestista polacco (Pinsk, n. 1938 - Varsavia, † 2018)
- Jerzy Plebanek, ex cestista e allenatore di pallacanestro polacco (n. 1946)
- Jerzy Rossudowski, cestista polacco (Pociejki, n. 1914 - Varsavia, † 1944)
- Jerzy Sterenga, cestista e allenatore di pallacanestro polacco (Vilnius, n. 1926 - Wałbrzych, † 1999)

## Compositori(2)
- Jerzy Maksymiuk, compositore, direttore d'orchestra e pianista polacco (Hrodna, n. 1936)
- Jerzy Petersburski, compositore polacco (Varsavia, n. 1895 - Varsavia, † 1979)

## Critici d'arte(1)
- George Waldemar, critico d'arte francese (Łódź, n. 1893 - Parigi, † 1970)

## Diplomatici(1)
- Jerzy Franciszek Kulczycki, diplomatico, nobile e imprenditore ucraino (Vienna, † 1694)

## Dirigenti sportivi(1)
- Jerzy Dudek, dirigente sportivo e ex calciatore polacco (Rybnik, n. 1973)

## Drammaturghi(1)
- Jerzy Mniszech, drammaturgo e filosofo polacco (Rohatyn, n. 1548 - Jaroslavl', † 1613)

## Filosofi(1)
- Jerzy Prokopiuk, filosofo, saggista e traduttore polacco (Varsavia, n. 1931 - † 2021)

## Ginnasti(1)
- Jerzy Jokiel, ginnasta polacco (Ruda Śląska, n. 1931 - Bochum, † 2020)

## Ingegneri(1)
- Jerzy Dąbrowski, ingegnere polacco (Nieborów, n. 1899 - Renton, † 1967)

## Linguisti(1)
- Jerzy Kuryłowicz, linguista polacco (Stanisławów, n. 1895 - Cracovia, † 1978)

## Militari(4)
- Jerzy Bardziński, militare e bobbista polacco (Sokołów, n. 1892 - Varsavia, † 1933)
- Jerzy Potulicki-Skórzewski, militare e bobbista polacco (Kaltenleutgeben, n. 1894 - Abidjan, † 1950)
- Jerzy Sas Kulczycki, militare e partigiano italiano (Roma, n. 1905 - Cibeno, † 1944)
- Jerzy Łucki, militare, atleta e bobbista polacco (Drohobyč, n. 1898)

## Nobili(2)
- Jerzy Henryk Lubomirski, nobile e politico polacco (Vienna, n. 1817 - Cracovia, † 1872)
- Jerzy Józef Henryk Potocki, nobile e diplomatico polacco (Vienna, n. 1889 - Ginevra, † 1961)

## Pianisti(1)
- Jerzy Żurawlew, pianista e direttore d'orchestra polacco (Rostov sul Don, n. 1887 - Varsavia, † 1980)

## Pittori(3)
- Jerzy Kossak, pittore polacco (Cracovia, n. 1886 - Cracovia, † 1955)
- Jerzy Nowosielski, pittore, scenografo e illustratore polacco (Cracovia, n. 1923 - Cracovia, † 2011)
- Jerzy Siemiginowski-Eleuter, pittore e incisore polacco (Leopoli - Leopoli)

## Poeti(1)
- Jerzy Harasymowicz, poeta polacco (Puławy, n. 1933 - Cracovia, † 1999)

## Politici(2)
- Jerzy Buzek, politico e ingegnere chimico polacco (Smilovitz, n. 1940)
- Jerzy Hryniewski, politico polacco (n. 1895 - † 1978)

## Presbiteri(1)
- Jerzy Popiełuszko, presbitero polacco (Okopy, n. 1947 - Włocławek, † 1984)

## Principi(1)
- Jerzy Sebastian Lubomirski, principe e generale polacco (Wiśnicz, n. 1616 - Breslavia, † 1667)

## Pugili(3)
- Jerzy Adamski, pugile polacco (Sierpc, n. 1937 - Bydgoszcz, † 2002)
- Jerzy Kulej, pugile polacco (Częstochowa, n. 1940 - Varsavia, † 2012)
- Jerzy Rybicki, ex pugile polacco (Varsavia, n. 1953)

## Registi(5)
- Jerzy Antczak, regista e attore polacco (Volodymyr, n. 1929)
- Jerzy Hoffman, regista e sceneggiatore polacco (Cracovia, n. 1932)
- Jerzy Kawalerowicz, regista e sceneggiatore polacco (Gwoździec, n. 1922 - Varsavia, † 2007)
- Jerzy Skolimowski, regista, sceneggiatore e attore polacco (Łódź, n. 1938)
- Jerzy Zarzycki, regista e sceneggiatore polacco (Łódź, n. 1911 - Varsavia, † 1971)

## Registi teatrali(1)
- Jerzy Grotowski, regista teatrale polacco (Rzeszów, n. 1933 - Pontedera, † 1999)

## Schermidori(6)
- Jerzy Kaczmarek, ex schermidore polacco (Lubsko, n. 1948)
- Jerzy Pawłowski, schermidore polacco (Varsavia, n. 1932 - Varsavia, † 2005)
- Jerzy Strzałka, schermidore polacco (Motycz, n. 1933 - Varsavia, † 1976)
- Jerzy Twardokens, schermidore polacco (Poznań, n. 1931 - † 2015)
- Jerzy Wandzioch, schermidore polacco (Katowice, n. 1936 - † 2009)
- Jerzy Zabielski, schermidore polacco (Varsavia, n. 1897 - Varsavia, † 1958)

## Scrittori(3)
- Jerzy Andrzejewski, scrittore polacco (Varsavia, n. 1909 - Varsavia, † 1983)
- Jerzy Kosinski, scrittore polacco (Łódź, n. 1933 - New York, † 1991)
- Jerzy Putrament, scrittore e poeta polacco (Minsk, n. 1910 - Varsavia, † 1986)

## Siepisti(1)
- Jerzy Chromik, siepista e mezzofondista polacco (Mysłowice, n. 1931 - Katowice, † 1987)

## Slittinisti(1)
- Jerzy Wojnar, slittinista polacco (Leopoli, n. 1930 - Varsavia, † 2005)

## Statistici(1)
- Jerzy Neyman, statistico polacco (Tighina, n. 1894 - Berkeley, † 1981)

## Storici(1)
- Jerzy Topolski, storico polacco (Poznań, n. 1928 - Poznań, † 1998)

## Tennisti(1)
- Jerzy Janowicz, tennista e allenatore di tennis polacco (Łódź, n. 1990)

## Velocisti(1)
- Jerzy Pietrzyk, ex velocista polacco (n. 1955)

## Vescovi cattolici(2)
- Jerzy Maculewicz, vescovo cattolico e missionario polacco (Daszewo, n. 1955)
- Jerzy Mazur, vescovo cattolico e missionario polacco (Hawłowice, n. 1953)

## Vescovi vetero-cattolici(1)
- Jerzy Szotmiller, vescovo vetero-cattolico polacco (Varsavia, n. 1933 - Częstochowa, † 2011)

## Senza attività specificata(2)
- Jerzy Tabeau,  polacco (Zabłotów, n. 1918 - † 2002)
- Jerzy Feliks Urman,  polacco (Stanisławów, n. 1932 - Drohobyč, † 1943)